# Anania
Anania is een geslacht van vlinders uit de familie van de grasmotten (Crambidae). De wetenschappelijke naam van het geslacht is voor het eerst geldig gepubliceerd in 1823 door Jacob Hübner.

## Typesoort
Hübner beschreef en benoemde in 1823 in het geslacht Anania slecht één soort: Anania quinqualis, uit Brazilië, waarvan nu wordt aangenomen dat het dezelfde soort is als Syngamia florella (Stoll, 1781), maar noemde en passant de gelijkenis met "A. guttalis", onder verwijzing naar "Schifl. Verz. Pyr. B. 45". Dat laatste is een verwijzing naar de "Verzeichnis" van [Denis &] Schiffermüller, waarmee Ankündung eines systematischen Werkes von den Schmetterlingen der Wienergegend (1775) wordt bedoeld. De titel van de tweede, ongewijzigde druk (1776) was Systematisches Verzeichnis der Schmetterlinge der Wienergegend, en er werd vaak naar verwezen als "Wienerverzeichnis" of "Systematisches Verzeichnis". "Pyr. B. 45" is soort 45 van groep B van de "Pyralides": "P. Guttalis" = Pyralis guttalis en die soort werd door Hübner dus impliciet (als A. guttalis) ook in Anania geplaatst, toen hij dat geslacht benoemde.
In 1840 noemde Westwood "G. 8-maculata L." (Phalaena (Geometra) octomaculata Linnaeus, 1771) als de typesoort van dit geslacht, een soort die geen deel uitmaakte van het geslacht in de oorspronkelijke publicatie, en op grond van ICZN-artikel 69 is achteraf bepaald dat dit als aanwijzing van een typesoort niet acceptabel was. De aanwijzing van Pyralis funeralis Hübner, 1796, door Shibuya in 1928, en die van Phalaena funebris Ström, 1768, door Mutuura in 1954, werden om dezelfde reden niet geaccepteerd. In 1964 vermeldde Hans-Joachim Hannemann nogmaals Phalaena octomaculata Linnaeus, 1771 als typesoort van het geslacht maar noemde die soort ook meteen als een ouder synoniem van Pyralis guttalis Denis & Schiffermüller, 1775, waarmee wél aan de eis was voldaan dat de typesoort moet worden gekozen uit of gelinkt moet zijn aan het oorspronkelijk opgenomen materiaal. De typesoort is dus Pyralis guttalis.

## Synoniemen
- Algedonia Lederer, 1863 (synoniem per P. Leraut, 2005)[9]
  - typesoort: Pyralis luctualis Hübner, 1796
- Mutuuraia Munroe, 1976 (per Maes, 2005)[10]
  - typesoort: Botys terrealis Treitschke, 1829
- Nealgedonia Munroe, 1976 (per Maes, 2005)[10]
  - typesoort: Botys extricalis Guenée, 1854
- Ametasia M.O. Martin, 1986 (per Tränkner & Nuss, 2010)[11]
  - typesoort: Metasia ochrofascialis Christoph, 1882
- Ebulea Doubleday, 1849 (per P. Leraut, 2005)[9]
  - typesoort: Pyralis crocealis Hübner, 1796
- Ennychia Treitschke, 1828 (per Guenée, 1854)[12]
  - typesoort: Phalaena octomaculata Linnaeus, 1771
- Ethiobotys Maes, 1997 (per Tränkner, Li & Nuss, 2009)[13]
  - typesoort: Lamprosema bryalis Hampson, 1918
- Eurrhypara Hübner, 1825 (per P. Leraut, 2005)[9]
  - typesoort: Phalaena urticata Linnaeus, 1761
- Proteurrhypara Munroe & Mutuura, 1969 (per P. Leraut, 2005)[9]
  - typesoort: Opsibotys ocellalis Warren, 1892
- Opsibotys Warren, 1890 (per P. Leraut, 2005)[9]
  - typesoort: Pyralis fuscalis Denis & Schiffermüller, 1775
- Perinephela Hübner, 1825 (per P. Leraut, 2005)[9]
  - typesoort: Pyralis lancealis Denis & Schiffermüller, 1775
- Phlyctaenia Hübner, 1825 (per P. Leraut, 2005)[9]
  - typesoort: Pyralis sambucalis Denis & Schiffermüller, 1775
- Pronomis Munroe & Mutuura, 1968 (per Tränkner, Li & Nuss, 2009)[13]
  - typesoort: Pyrausta delicatalis South, 1901
- Tenerobotys Munroe & Mutuura, 1968 (per Tränkner, Li & Nuss, 2009)[13]
  - typesoort: Hapalia teneralis Caradja, 1939
- Trichovalva Amsel, 1956 (per Munroe, 1995)[14]
  - typesoort: Trichovalva ledereri Amsel, 1956
- Udonomeiga Mutuura, 1954 (per Tränkner, Li & Nuss, 2009)[13]
  - typesoort: Pyrausta vicinalis South, 1901

## Soorten
- Anania acutalis (Dognin, 1905)
- Anania ademonalis (Walker, 1859)
- Anania adiposalis (Dognin, 1912)
- Anania albeoverbascalis Yamanaka, 1966
- Anania alta (Maes, 2005)
- Anania amaniensis (Maes, 1997)
- Anania amphinephela (Meyrick, 1933)
- Anania ankolae (Maes, 1997)
- Anania antigastridia (Hampson, 1899)
- Anania arenacea (Warren, 1892)
- Anania atlanticum (Bethune-Baker, 1894)
- Anania aurea (Butler, 1875)
- Anania aureomarginalis (Maes, 2012)
- Anania auricinctalis (Hampson, 1918)
- Anania austa (Strand, 1918)
- Anania bifossata (Hampson, 1918)
- Anania bryalis (Hampson, 1918)
- Anania camerounensis (Maes, 1997)
- Anania camillalis (Walker, 1859)
- Anania caudatella (Dyar, 1912)
- Anania cervinalis (Warren, 1892)
- Anania chekiangensis (Munroe & Mutuura, 1969)
- Anania conisanalis (Hampson, 1918)
- Anania contentalis (Schaus, 1912)
- Anania coronata (Hufnagel, 1767) - gewone coronamot
- Anania coronatoides (Inoue, 1960)
- Anania crocealis (Hübner, 1796) - gegolfde lichtmot
- Anania cuspidata (Zhang, Li & Wang, 2002)
- Anania delicatalis (South, 1901)
- Anania desistalis (Walker, 1862)
- Anania egentalis (Christoph, 1881)
- Anania elutalis (Kenrick, 1917)
- Anania epanthisma (Dyar, 1914)
- Anania epicroca (Lower, 1903)
- Anania epipaschialis (Hampson, 1912)
- Anania explicalis (Dyar, 1914)
- Anania extricalis (Guenée, 1854)
- Anania federalis (Capps, 1967)
- Anania ferruginealis (Warren, 1892)
- Anania flava (Maes, 2005)
- Anania flavicolor (Munroe & Mutuura, 1968)
- Anania flavidecoralis (Munroe & Mutuura, 1969)
- Anania flavimacularis (Zhang, Li & Song, 2002)
- Anania flavipartalis (Hampson, 1918)
- Anania flavomarginalis (Maes, 2005)
- Anania fovifera (Hampson, 1913)
- Anania funebris (Ström, 1768) - lichtbalmot
- Anania fusalis (Hampson, 1912)
- Anania fuscalis (Denis & Schiffermüller, 1775) - hengellichtmot
- Anania fuscobrunnealis (South, 1901)
- Anania fuscofulvalis Yamanaka, 2000
- Anania glaucostigmalis (Hampson, 1918)
- Anania gobini (Maes, 2005)
- Anania gracilis (Maes, 2005)
- Anania griseofascialis Maes, 2003
- Anania gyralis (Hulst, 1886)
- Anania hasanensis (Kirpichnikova, 1998)
- Anania hortulata (Linnaeus, 1758) - bonte brandnetelmot
- Anania hyalactis (Dognin, 1905)
- Anania ieralis (Kaye, 1925)
- Anania impunctata (Warren, 1897)
- Anania inclusalis (Walker, 1866)
- Anania interruptalis Seizmair, 2023
- Anania intinctalis (Dyar, 1920)
- Anania labeculalis (Hulst, 1886)
- Anania lancealis (Denis & Schiffermüller, 1775) - lichte coronamot
- Anania ledereri (Amsel, 1956)
- Anania leucocraspia (Hampson, 1899)
- Anania leuschneri (Munroe, 1976)
- Anania lippensi (Maes, 1997)
- Anania lobibasalis (Hampson, 1918)
- Anania luctualis (Hübner, 1793)
- Anania lutealis (Warren, 1892)
- Anania luteorubralis (Caradja, 1916)
- Anania lysanderalis (Walker, 1859)
- Anania melastictalis (Hampson, 1913)
- Anania mesophaealis (Hampson, 1913)
- Anania metaleuca (Hampson, 1913)
- Anania monospila (Hampson, 1913)
- Anania murcialis (Ragonot, 1895)
- Anania mysippusalis (Walker, 1859)
- Anania nerissalis (Walker, 1859)
- Anania nullalis (Guenée, 1854)
- Anania oberthuri (Turati, 1913)
- Anania obtusalis (Yamanaka, 1987)
- Anania occidentalis (Munroe & Mutuura, 1969)
- Anania ocellalis (Warren, 1892)
- Anania ochriscriptalis (Marion & Viette, 1956)
- Anania ochrofascialis (Christoph, 1882)
- Anania otiosalis (Lederer, 1863)
- Anania pata (Strand, 1918)
- Anania perflavalis (Hampson, 1913)
- Anania perlucidalis (Hübner, 1800) - donkere coronamot
- Anania phaeopastalis (Hampson, 1913)
- Anania piperitalis (Hampson, 1913)
- Anania plectilis (Grote & Robinson, 1867)
- Anania powysae (Maes, 2005)
- Anania profusalis (Warren, 1896)
- Anania pulverulenta (Warren, 1892)
- Anania quebecensis (Munroe, 1954)
- Anania recreata (Meyrick, 1938)
- Anania rudalis (Zerny, 1939)
- Anania ruwenzoriensis (Maes, 1997)
- Anania shafferi (Speidel & Hanigk, 1990)
- Anania shanxiensis Yang & Landry, 2019
- Anania solaris (Caradja, 1938)
- Anania stachydalis (Zincken, 1821) - bonte coronamot
- Anania subfumalis (Munroe & Mutuura, 1971)
- Anania subochralis (Dognin, 1905)
- Anania taitensis (Maes, 2005)
- Anania teinopalpia (Hampson, 1913)
- Anania teneralis (Caradja, 1939)
- Anania tennesseensis Yang, 2012
- Anania terrealis (Treitschke, 1829) - guldenroedelichtmot
- Anania tertialis (Guenée, 1854)
- Anania testacealis (Zeller, 1847)
- Anania trichoglossa (Meyrick, 1936)
- Anania tripartalis (Hampson, 1899)
- Anania verbascalis (Denis & Schiffermüller, 1775) - salielichtmot
- Anania vicinalis (South, 1901)